# Jondong
Jondong is een bestuurslaag in het regentschap Lampung Selatan van de provincie Lampung, Indonesië. Jondong telt 1122 inwoners (volkstelling 2010).